# 阿尔菲娅·科戈金娜
阿尔菲娅·古马罗芙娜·科戈金娜（羅馬化：Al'fiya Gumarovna Kogogina；1969年2月26日—）俄罗斯政治人物，第六届、第七届和第八届国家杜马代表。
1992年至1999年，她担任泽廖诺多利斯克区和泽廖诺多利斯克市行政部门首席专家、经济、金融分析和预测系主任、营销和投资政策系主任。2002年12月23日，她被任命为卡玛斯销售和租赁开发总监。2011年，她当选为鞑靼斯坦选区第六届国家杜马代表。2016年和2021年，她分别连任第七届和第八届国家杜马代表。

## 制裁
科戈金娜于2022年因俄乌战争而受到英国政府制裁。